# Leonti Hagemeister
Leonti Andrianovitch Hagemeister (en russe : Леонтий Андрианович Гагемейстер), ou Ludwig von Hagemeister, né en 1780, décédé en 1833.
Marin et explorateur russe, il fut gouverneur de l'Alaska russe du 11 janvier 1818 au 24 octobre 1818.

## Biographie
Leonti Andrianovitch Hagemeister fut un explorateur de l'océan Pacifique et capitaine 1er rang.
Entre 1806 et 1807, de Kronstadt, Leonti Hagemeister se rendit en Russie d'Amérique.
Avec son navire Neva, Hagemeister traversa l'océan Atlantique, l'océan Indien et l'océan Pacifique. Il explora les côtes de l'Alaska et navigua vers le Nord du Pacifique. Il rejoignit Saint-Pétersbourg en traversant la Sibérie (1810). Il occupa le poste de Président de l'Amirauté d'Irkoutsk de 1812 à 1815, grâce à ses grandes compétences il fut nommé responsable de la construction des premiers navires destinés à traverser le lac Baïkal. Alexandre Ier le nomma gouverneur de l'Alaska le 11 janvier 1818, il demeura à ce poste jusqu'au 24 octobre 1818. De 1818 à 1819, il commanda le navire Koutouzov appartenant à la Compagnie russe d'Amérique, sur ce bâtiment il effectua son premier tour du monde avec une escale en Amérique russe. Entre 1828 et 1829, à bord du navire Krotky, Leonti Andrianovitch Hagemeister effectua son second tour du monde. Au cours de ce voyage il découvrit l'île Menchikov situé dans l'atoll Kwajalein, lui-même situé dans les îles Marshall (1829), avec précision, il traça une carte en indiquant le nom de chacune des autres îles. Deux fois il se rendit au Kamtchatka.

## Lieux portant son nom
- Île Hagemeister : Une île située sur la côte nord-ouest de l'Amérique du Nord en mer de Béring à l'entrée de la baie de Togiak porte son nom.
- Détroit Hagemeister, un détroit en Alaska porte son nom.
- L'atoll d'Apataki dans les Tuamotu portait anciennement le nom alternatif de Hagemeister Island.